# Frente Unido de Trabajadores (Estonia)
El Frente Unido de Trabajadores (en estonio: Töörahva Ühine Väerind, TÜV) fue un partido político de Estonia. 

## Historia
El partido era una fachada del Partido Comunista de Estonia, que había utilizado organizaciones paraguas para participar en política desde su prohibición en 1918.  En las elecciones de 1923, el partido obtuvo 10 escaños, un aumento respecto a los cinco que obtuvieron los comunistas en las elecciones de 1920, presentándose bajo la apariencia del Comité Central de Sindicatos de Tallin.
En el juicio de los 149, el Frente Unido de Trabajadores fue declarado organización armada antiestatal y sus miembros fueron castigados por su afiliación al partido y por conspirar para dar un golpe de Estado. En las elecciones de 1926, los comunistas se presentaron como el Partido de los Trabajadores de Estonia.

## Resultados electorales
Los resultados electorales antes de su disolución fueron los siguientes:
| Elección | Votos  | %    | Escaños | +/– | Posición |
| -------- | ------ | ---- | ------- | --- | -------- |
| 1923     | 43.711 | 9,50 | 10/100  | 5   | 4.º      |